# Andrea Bartoli (allenatore)
Andrea Bartoli (Vetralla, 11 febbraio 1940 – Milano, 26 settembre 2018) è stato un allenatore di atletica leggera italiano.
È stato tecnico delle Fiamme Gialle per le specialità di mezzofondo e fondo e responsabile della maratona femminile della Nazionale italiana.

## Biografia
La sua carriera da allenatore ha inizio nel 1972 conseguendo la tessera FIDAL da istruttore per poi diventare negli anni allenatore specialista assoluto. Bartoli inizia ad occuparsi del settore giovanile delle Fiamme Gialle G. Simoni per poi entrare nel mondo del professionismo affiancando il suo amico e mentore Oscar Barletta. Sarà poi l'amicizia con Franco Arese a spingerlo nel mondo del professionismo.
Ha conquistato più di 50 titoli italiani in discipline che spaziano dagli 800 metri alla maratona; oltre all’atletica leggera ha prestato il suo contributo a sportivi di altre discipline come la boxe e il tennis.
Tra gli atleti allenati nel corso della sua carriera ci sono Salvatore Nicosia, Gabriele De Nard, Giacomo Mazzoni, Andrea Giocondi, Francesco Ingargiola, Giovanni Gualdi e Federica Dal Rì.
È stato un allenatore atipico, con modi sanguigni ma sempre solare e onesto; si definiva un “Etrusco” ma è ricordato con l'appellativi “Capo” oltre che per la sua acerrima lotta a qualunque genere di pratica dopante.

## Palmarès da allenatore
- Medaglia d'argento alle Universiadi di Kobe, Salvatore Nicosia (1985)
- Medaglia d'oro ai Campionati mondiali militari di maratona ad Ostia (RM), Salvatore Nicosia (1986)
- Medaglia d'oro alla Coppa del mondo a squadre di maratona a Seul, Salvatore Nicosia (1987)
- Medaglia d'oro ai Campionati mondiali militari di maratona a Roma, Francesco Ingargiola (1995)
- Medaglia d'argento alle Universiadi a Fukuoka, Andrea Giocondi (1995)
- Medaglia d'oro al Golde Gala a Roma, Andrea Giocondi (1995)
- Medaglia d'oro ai Campionati europei per Club a Rennes nella specialità 4x800m,  Andrea Giocondi, Giacomo Mazzoni, Andrea Ceccarelli (1995)